# Strongylopus rhodesianus
Strongylopus rhodesianus (tên tiếng Anh: Chimanimani Stream Frog) là một loài ếch trong họ Ranidae.
Nó được tìm thấy ở Mozambique và Zimbabwe.
Các môi trường sống tự nhiên của chúng là các khu rừng vùng núi ẩm nhiệt đới hoặc cận nhiệt đới, vùng cây bụi nhiệt đới hoặc cận nhiệt đới vùng đất cao, đồng cỏ ở cao nhiệt đới hoặc cận nhiệt đới, và sông. Loài này đang bị đe dọa do mất môi trường sống.